# Pilar Seurat
Pilar Seurat (Manila, 25 de Julho de 1938 – 2 de junho de 2001) foi uma atriz filipina. Foi casada com Don Devlin, com quem teve um filho, Dean Devlin.